# Письма капитана Воронина. Концерт в Вятке
«Письма капитана Воронина» — концертный альбом Бориса Гребенщикова и группы «БГ-Бэнд». Почти все песни были записаны на концерте (а, может быть, на концертах, поскольку всего их было три) в Кирове в октябре 1991, кроме песни «День радости», которая была записана в студии на Фонтанке, 39 в июне 1991 года. Борис Гребенщиков о записи альбома:
Запись концерта не передает многих нюансов группы. «Русская Симфония», например, исполнялась в Вятке настолько впервые, что никто не мог предсказать, какие аккорды грядут в следующую секунду — однако телепатический контакт был явно налицо; а во время «Критика» на сцену выползал наш звукооператор и ползком исполнял народные индейские пляски (типа Танца Маленьких Лебедей наоборот). Рюши в Вятке не было; вероятно он устал в полном обмундировании прыгать ласточкой в ванны, полные роз, и поэтому уехал в Германию на отдых — исполнять старинную музыку аутентичным образом. Срочно вызванный ему на смену старый знакомый С.Рыженко в Вятку приехал, но не смог преодолеть сильный психический стресс, поэтому концерт сыгран квартетом.
(Гребенщиков, Б. Б. Краткий отчет о 16-ти годах звукозаписи.1997.)
Альбом был выпущен в 1993 году одновременно на CD (студия Триарий) и в виде двух виниловых пластинок (Feelee Records), которые имели 4 стороны: Аз, Буки, Веди и Глаголь.

## В записи приняли участие
- БГ — голос, гитара
- Олег Сакмаров — флейта, гобой
- Сергей Щураков — аккордеон, мандолина
- Сергей Березовой — бас
- Звукорежиссёр — Олег Гончаров

## Список композиций
Автор музыки и текстов песен — БГ, кроме специально отмеченных.
1. Древняя кровь (6:08)
2. Когда пройдет боль (3:31)
3. Генерал Скобелев (4:42)
4. Капитан Воронин (6:34)
5. 15 голых баб (2:20) (Б.Гребенщиков — А.Гуницкий)
6. Критику (2:29)
7. Русская симфония (5:38) (Б.Гребенщиков — А.Гуницкий)
8. Сирин, Алконост, Гамаюн (4:23)
9. Ласточка (3:42)
10. Государыня (2:56)
11. Никита Рязанский (2:28)
12. Волки и Вороны (7:19)
13. Елизавета (2:58)
14. Иван и Данило (4:55)
15. Без женщин (2:59) (А.Вертинский)
16. Тихонько любить (2:08) (А.Вертинский)
17. Ангел (4:23)
18. День радости (4:21)

## Факты из истории создания
- Многие песни с этого концертного альбома игрались Гребенщиковым ещё вместе со старым составом «Аквариума». Теоретически, они должны были входить в так и не записанный альбом 1988 года «Удивительные деяния Капитана Воронина». В результате почти все они оказались в различных версиях на разрозненных сборниках: «Когда пройдёт боль» и «15 голых баб» — в антологии «История Аквариума. Архив. Том III», «Капитан Воронин» — на саундтреке к фильму «Чёрная роза — эмблема печали, красная роза — эмблема любви», «Иван и Данило» и «Ангел» — на альбоме «Феодализм», «Без женщин» и «Тихонько любить» — на альбоме БГ «Песни Александра Вертинского».
- Песни «Сирин, Алконост, Гамаюн», «Ласточка», «Государыня», «Никита Рязанский», «Волки и Вороны» и «Елизавета» входили в «Русский альбом» БГ (туда же можно отнести песни «Критику», «Русская симфония» и «День радости» как бонус-треки в рамках проекта «Антология»).